# Hanna Hilton
Hanna Hilton (ur. 31 października 1984) – amerykańska aktorka pornograficzna.

## Życiorys

### Wczesne lata
Urodziła się w Brookville w stanie Indiana. Była cheerleaderką w szkole średniej i pracowała na pół etatu w Dairy Queen w Connersville w stanie Indiana. 

### Kariera
Rozpoczęła pracę jako modelka, gdy zgodziła się pozować do zdjęć strojów kąpielowych i bielizny. Agent odkrył ją w sieci i sprowadził do Los Angeles.
Jej pierwszą sesją zdjęciową dla dorosłych, były zdjęcia w magazynie „Penthouse” w grudniu 2006. W styczniu 2007 trafiła na okładkę magazynu „Hustler”.
Stwierdziła, że zdecydowała się wystąpić w filmie pornograficznym, ponieważ jej ówczesny chłopak, aktor porno Jack Venice, odmówił wycofania się z porno dla niej. Jej pierwsza damsko-męska scena porno była właśnie z Venicem dla wytwórni Brazzers w kwietniu 2008. Razem zagrali w produkcjach: Vivid Sugar (2008), Brazzers Real Wife Stories 1 (2008), Brazzers Real Wife Stories 5 (2009) i Vivid Squeeze (2010).
W maju 2008 roku podpisała umowę na wyłączność z Vivid Entertainment. Jej debiutanckim filmem dla firmy był 
Meggan and Hanna Love Manuel (2008) w reżyserii Paula Thomasa z Manuelem Ferrarą.
28 września 2009 roku, LukeFord.com poinformował, że Hanna Hilton opuściła branżę pornograficzną.
Miała rolę epizodyczną w filmie science-fiction Surogaci (2009).

## Nagrody i wyróżnienia
- 2006: Twistys Threat of the Month November[12]
- 2006: Penthouse - Pet December
- 2007: Hustler Honey Januar
- 2008: Booble Girl of the Month Juli[13]
- 2009: Wrestlinginc Girl of the Month April[14]